# 393

393(삼백구십삼)은 392보다 크고 394보다 작은 자연수다.

## 수학
- 합성수로, 그 약수는 1, 3, 131, 393이다. 진약수의 합은 135이므로, 393은 부족수다.
  - 123번째 반소수다. 앞의 반소수는 391, 다음 반소수는 394다.
- 회문수다.
- {\displaystyle 58^{5}-1}은 393으로 나누어떨어진다.

## 과학
- NGC 393(영어판): 안드로메다자리 방향에 있는 은하.

## 교통
- 일본 393번 국도(일본어판): 홋카이도 오타루시에서 아부타군 굿찬정까지 이어지는 일본의 국도.
- 현도 제393호선

## 군사
- U-393(영어판, 독일어판): 제2차 세계 대전에 사용된 나치 독일의 군용 잠수함.

## 문화유산
- 대한민국의 보물 제393호: 전등사 철종
- 대한민국의 사적 제393호: 논산 노성산성

## 기타
- 연도: 393년, 기원전 393년